# Liste ehemaliger Landesstraßen in Thüringen
Diese Liste der ehemaligen Landesstraßen in Thüringen  ist eine Auflistung der ehemaligen Landesstraßen im deutschen Land Thüringen. Als Abkürzung für Landesstraßen dient der Buchstabe L. Die Zahl hinter dem L ist seit 1993 stets vierstellig.
Die hier aufgeführten Landesstraßen wurden seit dem 7. Mai 1993 aufgrund des Thüringer Straßengesetzes entweder zu Bundesstraßen auf- oder zu Kreis- oder Gemeindestraßen abgestuft bzw. eingezogen oder entwidmet und sind somit keine Landesstraßen mehr.
Die Bundesautobahnen und Bundesstraßen werden gestalterisch hervorgehoben. Der Straßenverlauf wird in der Regel von Nord nach Süd und von West nach Ost angegeben.
Diese Liste ist unvollständig, da die meisten Umstufungen nur über die unregelmäßig veröffentlichten Thüringer Landesstraßenkarten ohne genaues Datum nachvollziehbar sind. Die genauen Umstufungszeitpunkte sind mittels eines Abonnements des Thüringischen Staatsanzeigers verfügbar.

## L 1000 ff.
| Nr.     | Verlauf | Länge             | Umstufung am                                          | jetzt                  |
| ------- | --- | ----------------- | ----------------------------------------------------- | ---------------------- |
| L 1001  | Arenshausen – Kirchgandern – L 1001 |                   | 01.01.2008                                            | K 106                  |
| L 1004  | (L 3239 in Hessen) – Landesgrenze – Asbach L 2012 |                   | 01.01.2011                                            | K 117                  |
| L 1004  | Asbach L 2012 – Zufahrt Stallanlage |                   | 01.01.2011                                            | s.ö. Str.              |
| L 1004  | Zufahrt Stallanlage – Weidenbach L 2026 |                   |                                                       | s.ö. Str.              |
| L 1004  | Weidenbach L 2026 – Mackenrode L 1003 | 1,350 km          | 01.04.2012                                            | K 120                  |
| L 1010  | (K 17 im Landkreis Göttingen) – Landesgrenze – Glasehausen – Günterode L 1009                                                                                      | 3,868 km          | 01.04.2012                                            | K 239                  |
| L 1011  | Bleicherode L 1035 – Niedergebra |                   | 01.10.2005                                            | –                      |
| L 1014  | – Zufahrt Steierbergklinik | 2,817 km          | 01.01.2015                                            | s.ö. Str.              |
| L 1014  | Zufahrt Steierbergklinik – Sülzhayn L 2074 | 2,274 km          | 01.01.2015                                            | G-Str.                 |
| L 1015  | – Gernrode L 1014 – Niederorschel L 2048 Niederorschel L 2048 – Niederorschel K 232 Niederorschel K 232 – Rüdigershagen L 2049                                     |                   | 04.2011 - 05.2013 04.2011 - 05.2013                   | K 211 L 2048 K 232     |
| L 1016  | L 1021 – Eisenach |                   | vor 04.2005                                           | –                      |
| L 1018  | ? |                   |                                                       | B250                   |
| L 1019  | L 2110 – Landesgrenze – (L 3244 in Hessen) |                   | 01.01.2005                                            | eingez.                |
| L 1021  | Neustädt L 1021a – Sallmannshausen – Lauchröden L 2115 – Göringen – L 2166 – Neuenhof – Hörschel                                                                   |                   | 04.2005 - 04.2009                                     | K 505                  |
| L 1021a | Neustädt L 1021 – Landesgrenze – (L 3251 in Hessen) |                   | 04.2005 - 04.2009                                     | L 1021                 |
| L 1022  | OU Berka/Werra L 1022 (neu) – Berka/Werra L 1023 |                   |                                                       | L 1023                 |
| L 1022  | Berka/Werra L 1023 – Berka/Werra L 1023 |                   | 01.05.2010                                            | G-Str.                 |
| L 1023  | Berka/Werra L 1022 – OU Berka/Werra L 1022 (neu) |                   |                                                       | L 1022                 |
| L 1023  | – Waldfisch (alt) |                   | 04.2011 - 05.2013                                     | K 507                  |
| L 1025  | Schönau vor dem Walde L 2147 – Georgenthal L 1028 | 2,828 km          | 01.01.2010                                            | K 26                   |
| L 1026  | OU Mittel- und Niederschmalkalden L 1026 (neu) – Haindorf – Mittelschmalkalden K 2516                                                                              | 1,058 km          | 01.01.2014                                            | K 2516                 |
| L 1026  | Mittelschmalkalden K 2516 – Niederschmalkalden – (alt) |                   |                                                       | -                      |
| L 1026  | L 2602 – Geblar – L 2601 |                   | 04.2009 - 04.2011                                     | eingez.                |
| L 1027  | Gotha – ODG Sundhausen | 4,972 km          | 22.11.2014                                            | G-Str.                 |
| L 1027  | ODG Sundhausen – OU Sundhausen L 1027 (neu) | 0,010 km          | 22.11.2014                                            | K 5                    |
| L 1031  | Kirchheilingen – Neunheilingen L 2100 – Issersheilingen L 2096 |                   | 04.2005 - 04.2009                                     | K 511                  |
| L 1034  | Mackenrode – L 2061 – L 2064 L 2064 – Schiedungen L 2062 |                   | 01.01.2008 04.2005 - 04.2009                          | K 14 L 2064            |
| L 1037  | (L 602 in Niedersachsen) – Landesgrenze – Ellrich L 1014 |                   | 04.2009 - 04.2011                                     | K 25                   |
| L 1038  | Landesgrenze – Burgruine Ebersburg Burgruine Ebersburg – Herrmannsacker Herrmannsacker – Buchholz L 1037 L 2076                                                    |                   | 04.2009 - 04.2011 04.2005 - 04.2009 04.2009 - 04.2011 | – – K 24               |
| L 1038a | Landesgrenze – Lindischberg – Landesgrenze |                   | 04.2005 - 04.2009                                     | –                      |
| L 1041  | Greußen K 7 – Niedertopfstedt L 2087 – ODG Niedertopfstedt | 2,458 km          | 01.01.2014                                            | G-Str.                 |
| L 1041  | ODG Niedertopfstedt – ODG Frömmstedt | 4,706 km          | 01.01.2014                                            | s.ö. Str.              |
| L 1041  | ODG Frömmstedt – Frömmstedt L 2089 – ODG Frömmstedt | 0,674 km          | 01.01.2014                                            | G-Str.                 |
| L 1041  | ODG Frömmstedt – Kindelbrück | 3,123 km          | 01.01.2013                                            | K 524                  |
| L 1042  | Langula L 1016 – K 204 K 204 – Oppershausen L 2104 Bad Langensalza – L 2125 L 2125 – L 2126 – Gräfentonna L 1043 L 2128 – L 2128 – Döllstädt L 1027 – Dachwig –    |                   | 01.01.2005 01.01.2005 04.2005 - 04.2009               | K 204 –                |
| L 1043  | Gräfentonna L 2128 – Burgtonna – Ballstädt L 2124 | 7,431 km          | 01.01.2012                                            | K 19                   |
| L 1043  | Ballstädt L 2124 – L 2145 – Hausen – Bufleben L 2123 |                   | 04.2006 - 04.2009                                     | K 19                   |
| L 1043  | Bufleben L 2123 – L 1027 |                   | 04.2006 - 04.2009                                     | K 4                    |
| L 1043  | L 1027 – Friemar L 2145 |                   | vor 04.2005                                           | K 4                    |
| L 1043  | Friemar L 2145 – L 2145 |                   | 01.01.2011                                            | K 24                   |
| L 1043  | L 2145 – Tröchtelborn – L 1044 | 5,114 km          | 01.01.2013                                            | K 24                   |
| L 1043  | Zimmernsupra L 1044 – Alach – K 14 |                   | 04.2006 - 04.2009                                     | K 12                   |
| L 1043  | K 14 – Bindersleben – Erfurt |                   | 04.2006 - 04.2009                                     | K 14                   |
| L 1046  | Arnstadt L 1045 – L 1046n – Kreisgrenze IK/GTH | 11,550 km         | 01.04.2015                                            | K 30                   |
| L 1046  | Kreisgrenze IK/GTH – Crawinkel | 2,970 km          | 01.04.2015                                            | K 29                   |
| L 1046n | L 3004 – ODG Espenfeld | 2,778 km          | 01.04.2015                                            | G-Str.                 |
| L 1046n | ODG Espenfeld – L 1046 | 0,463 km          | 01.04.2015                                            | K 15                   |
| L 1047  | Gräfinau-Angstedt L 1144 – Gehren | 5,405 km          | 01.04.2015                                            | K 53                   |
| L 1051  | Sömmerda L 1054 – Schallenburg – Alperstedt Alperstedt – Kreisgrenze SÖM/EF Kreisgrenze SÖM/EF – Stotternheim L 2142 – Erfurt L 1055 Erfurt L 1055 – Erfurt L 2156 |                   | 01.01.2006 01.01.2006 04.2005 - 04.2009               | – K 513 K 61 K 50 K 54 |
| L 1052  | – L 1055 – Erfurt-Linderbach | 12,165 km         | 01.01.2013                                            | B7                     |
| L 1052  | Erfurt-Daberstedt – L 1052n |                   | 04.2005 - 04.2009                                     | K 47                   |
| L 1053  | Nohra – Troistedt – L 2155 – Bad Berka | 8,077 km          | 01.01.2015                                            | B85                    |
| L 1055  | Erfurt L 1055 – L 1052 |                   | 04.2005 - 04.2009                                     | K 3                    |
| L 1056  | Kleinmölsen L 1055 – Kreisgrenze SÖM/EF | 1,518 km          | 01.01.2015                                            | K 515                  |
| L 1056  | Kreisgrenze SÖM/EF – Vieselbach K 45 | 1,365 km          | 01.01.2015                                            | K 49                   |
| L 1056  | Vieselbach K 45 – ODG Hochstedt | 2,483 km          | 01.01.2014                                            | G-Str.                 |
| L 1056  | ODG Hochstedt – Kreisgrenze EF/WL | 1,051 km          | 01.01.2014                                            | K 48                   |
| L 1056  | Kreisgrenze EF/WL – Mönchenholzhausen – OU Mönchenholzhausen (neu)                                                                                                 | 1,131 km          | 01.01.2014                                            | K 517                  |
| L 1056  | OU Mönchenholzhausen (neu) – Mönchenholzhausen (alt) |                   | vor 04.2005                                           | K 204                  |
| L 1056  | OU Mönchenholzhausen (neu) – Mönchenholzhausen (alt) | 04.2006 - 04.2009 | –                                                     |                        |
| L 1060  | Isserstedt – L 1060 (neu) |                   | 01.06.2010                                            | s.ö. Str.              |
| L 1060  | L 1048 – Dornheim – Alkersleben – L 1049 | 6,307 km          | 01.04.2013                                            | K 22                   |
| L 1060a | Obertrebra L 1060 – Abzweig G-Str. nach Pfuhlsborn | 0,855 km          | 01.03.2012                                            | G-Str.                 |
| L 1062  | Lengefeld – Wittersroda |                   | 04.2009 - 04.2011                                     | –                      |
| L 1062  | Wittersroda – K 308 |                   | 01.01.2010                                            | K 513                  |
| L 1062  | K 308 – Kreisgrenze WL/SHK |                   | 01.01.2010                                            | K 308                  |
| L 1062  | Kreisgrenze WL/SHK – Reinstädt – Gumperda – Bibra |                   | 01.01.2010                                            | K 208                  |
| L 1062  | Bibra – Kahla | 2,848 km          | 01.01.2012                                            | K 208                  |
| L 1070  | Hermsdorf L 1073 – Süd-OU Hermsdorf L 1070 (neu) | 2,127 km          | 01.07.2013                                            | G-Str.                 |
| L 1070  | Süd-OU Hermsdorf L 1070 (neu) – Kraftsdorf | 2,914 km          | 01.01.2015                                            | K 526                  |
| L 1070  | Kraftsdorf – Harpersdorf – Niederndorf | 4,520 km          | 01.01.2013                                            | K 526                  |
| L 1070  | Niederndorf – Pörsdorf – Töppeln L 2334 |                   | 01.01.2011                                            | K 526                  |
| L 1070  | Töppeln L 2334 – Töppeln K 131 |                   | 04.2009 - 04.2011                                     | L 2334                 |
| L 1073  | Großebersdorf – OU Lederhose L 1078 | 4,887 km          | 01.01.2013                                            | B175                   |
| L 1078  | OU Lederhose L 1073 – OU Neuensorga L 1073 – | 0,676 km          | 01.01.2013                                            | B175                   |
| L 1079  | Gera – L 2328 |                   | 04.2005 - 04.2009                                     | –                      |
| L 1079  | L 2328 – Dorna |                   | 04.2005 - 04.2009                                     | eingez.                |
| L 1079  | Dorna – |                   | 04.2005 - 04.2009                                     | K 8                    |
| L 1079  | Laasen – | 4,634 km          | 01.01.2013                                            | B2                     |
| L 1082  | – Meilitz L 2322 |                   | vor 03.2004 01.03.2004                                | K 134 –                |
| L 1082  | Meilitz L 2322 – Wünschendorf/Elster L 2330 |                   | 04.2009 - 04.2011                                     | L 2330                 |
| L 1082  | Wünschendorf/Elster L 2330 – Pohlen L 2321 |                   | 01.01.2006                                            | K 517                  |
| L 1083  | Zickra – | 3,319 km          | 01.01.2014                                            | G-Str.                 |
| L 1084  | Langenwetzendorf L 1085 – Zoghaus |                   | 01.01.2005                                            | –                      |
| L 1085  | Langenwetzendorf L 1084 – |                   | vor 04.2005                                           | K 500                  |
| L 1091  | – Göttengrün – |                   | 01.01.2005                                            | –                      |
| L 1092  | Dobareuth – Hirschberg (Saale) L 1093 |                   | 04.2005 - 04.2009                                     | –                      |
| L 1093  | OU Blankenberg L 1093 (neu) – Blankenberg |                   | 30.06.2006                                            | –                      |
| L 1093  | Blankenberg – OU Blankenberg L 1093 (neu) |                   | 30.06.2006                                            | K 550                  |
| L 1093  | OU Birkenhügel L 1093 (neu) – ODG Birkenhügel | 0,669 km          | 13.08.2014                                            | K 125                  |
| L 1093  | ODG Birkenhügel – Frössen | 3,159 km          | 13.08.2014                                            | G-Str.                 |
| L 1093  | Frössen – Göritz – Ullersreuth |                   | 01.01.2006                                            | –                      |
| L 1093  | Ullersreuth – L 1091 |                   | 01.01.2006                                            | K 565                  |
| L 1093  | K 554 – Juchhöh | 2,443 km          | 01.01.2013                                            | K 554                  |
| L 1094  | Bad Lobenstein L 1095 – L 2372 |                   | 01.01.2005                                            | K 563                  |
| L 1094  | L 2372 – Lichtenbrunn – Landesgrenze – (St 2195 in Bayern) | 6,451 km          | 01.01.2012                                            | K 563                  |
| L 1095  | Bad Lobenstein – L 1099 – Schönbrunn – Ebersdorf L 1102 Ebersdorf L 1102 – L 2378                                                                                  |                   | 22.11.2007 02.11.2007                                 | K 564 –                |
| L 1096  | (St 2199 in Bayern) – Landesgrenze – K 172 K 172 – Lehesten L 1097                                                                                                 |                   | vor 04.2005 vor 04.2005                               | - K 172                |
| L 1099  | L 1095n – L 1095 |                   | 22.11.2007                                            | L 1095                 |
| L 1100  | L 1102 – Lückenmühle – Thimmendorf L 2377 – Thimmendorf K 117 | 6,967 km          | 01.01.2015                                            | K 117                  |
| L 1100  | Drognitz L 2366 L 2385 – Drognitz K 170 | 0,101 km          | 01.01.2013                                            | K 170                  |
| L 1100  | Drognitz K 170 – ODG Drognitz | 0,154 km          | 01.01.2013                                            | G-Str.                 |
| L 1100  | ODG Drognitz – Abzweig G-Str. nach Altenbeuthen | 2,269 km          | 01.01.2013                                            | s.ö. Str.              |
| L 1100  | Abzweig G-Str. nach Altenbeuthen – Autofähre über den Hohenwarte-Stausee – Linkenmühle – ODG Paska                                                                 | 4,295 km          | 01.01.2013                                            | G-Str.                 |
| L 1100  | ODG Paska – L 1102 | 1,768 km          | 01.01.2013                                            | K 517                  |
| L 1101  | Remptendorf L 1102 – Talsperre Burgkhammer Talsperre Burgkhammer – L 2357 – L 1095                                                                                 |                   | 04.2009 - 05.2011 01.01.2008                          | – K 558                |
| L 1102  | L 2378 – Ebersdorf L 1095 |                   | 22.11.2007                                            | K 564                  |
| L 1104  | Pößneck L 1102 – Ludwigshof – Ranis L 2367 | 3,998 km          | 01.01.2012                                            | K 516                  |
| L 1104  | Ranis L 2367 – Schmorda L 1105 L 2365 |                   | 01.01.2011                                            | K 516                  |
| L 1106  | – Könitz L 2384 – L 1105 | 3,700 km          | 01.01.2013                                            | K 185                  |
| L 1107  | Zeutsch – Niederkrossen |                   | 04.2005 - 04.2009                                     | K 12                   |
| L 1107  | Niederkrossen – L 2368 |                   |                                                       | –                      |
| L 1107  | L 2368 – Friedebach |                   |                                                       | –                      |
| L 1107  | Friedebach – Wüstenhofsmühle – Uhlstädter Heide – Reichenbach – Langenschade K 121                                                                                 |                   | 04.2005 - 04.2009                                     | –                      |
| L 1107  | Langenschade K 121 – K 149 | 0,837 km          | 01.01.2013                                            | K 121                  |
| L 1107  | K 149 – Saalfeld | 5,635 km          | 01.04.2012                                            | G-Str.                 |
| L 1109  | Freienorla L 1108 – L 1110 |                   | 01.01.2005                                            | K 206                  |
| L 1111  | Hummelshain L 1110 – Trockenborn-Wolfersdorf L 1077 | 6,919 km          | 01.01.2013                                            | K 211                  |
| L 1119  | L 1118 in Viernau – Schwarza |                   |                                                       | L 1131                 |
| L 1122  | L 2666 – Andenhausen Andenhausen – Empfertshausen – L 2666 |                   | 01.01.2008 01.01.2008                                 | – K 506                |
| L 1128  | OU Oberhof – Oberhof L 1128 (neu) |                   | 01.01.2011                                            | G-Str.                 |
| L 1139  | L 1112 – in Sachsenbrunn |                   |                                                       | –                      |
| L 1146  | L 1145 in Unterweißbach – L 2654 – Meura – in Reichmannsdorf |                   |                                                       | – L 2654               |
| L 1149  | in Neuhaus am Rennweg – Ernstthal – Lauscha – L 1148 |                   |                                                       | L 1145                 |
| L 1151  | (St 2202 in Bayern) – Landesgrenze – Hönbach – Sonneberg |                   |                                                       | –                      |
| L 1172  | Artern/Unstrut – Artern L 1172n |                   | 04.2005 - 04.2009                                     | –                      |
| L 1216  | Heldrungen – Oberheldrungen – Hauteroda Hauteroda – Hohe Schrecke – Landesgrenze – (L 216 in Sachsen-Anhalt)                                                       |                   | 01.01.2005 vor 04.2005                                | K 517 –                |
| L 1221  | (L 221 in Sachsen-Anhalt) – Landesgrenze – Borxleben – Ringleben L 1172                                                                                            | 4,690 km          | 01.01.2017                                            | K 533                  |
| L 1302  | Gera L 1070 – Gera |                   | 04.2005 - 04.2009                                     | –                      |
| L 1355  | – Windischleuba – Remsa K 228 | 1,863 km          | 01.01.2012                                            | G-Str.                 |
| L 1355  | Remsa K 228 – Schelchwitz | 0,736 km          | 01.01.2012                                            | K 228                  |
| L 1355  | Schelchwitz – Münsa | 1,548 km          | 01.01.2012                                            | G-Str.                 |
| L 1361  | L 1361n – Landesgrenze – (S 61 in Sachsen) |                   | 04.2011 - 05.2013                                     | –                      |

## L 2000 ff.
| Nr.    | Verlauf | Länge     | Umstufung am                                   | jetzt          |
| ------ | --- | --------- | ---------------------------------------------- | -------------- |
| L 2003 | – Rustenfelde – Rohrberg                                                                                     |           | 01.01.2008                                     | K 123          |
| L 2003 | Rohrberg – ODG Freienhagen                                                                                   | 1,620 km  | 01.01.2012                                     | G-Str.         |
| L 2003 | ODG Freienhagen – L 2005                                                                                     | 1,083 km  | 01.01.2012                                     | K 241          |
| L 2006 | Gemeindestraße in Bischhausen (Niedersachsen) – Landesgrenze – Bischhagen L 1005                             |           | 01.01.2007                                     | –              |
| L 2006 | Bischhagen L 1005 – ODG Streitholz                                                                           | 1,903 km  | 01.01.2014                                     | G-Str.         |
| L 2006 | ODG Streitholz – Mengelrode L 2003                                                                           | 1,991 km  | 01.04.2012                                     | K 238          |
| L 2006 | West-OU Heilbad Heiligenstadt L 1074 (neu) – Nord-OU Heilbad Heiligenstadt L 1005                            | 0,447 km  | 06.11.2014                                     | L 1074         |
| L 2007 | (K 18 im Landkreis Göttingen) – Landesgrenze – Siemerode L 1005                                              |           | vor 04.2005                                    | K 119          |
| L 2008 | Bornhagen L 1072 – Landesgrenze – (K 67 im Werra-Meißner-Kreis (Hessen))                                     |           | vor 04.2005                                    | K 121          |
| L 2010 | Lindewerra – Wahlhausen L 1003                                                                               |           | vor 04.2005                                    | K 118          |
| L 2011 | – Birkenfelde Birkenfelde – Thalwenden Thalwenden – Uder                                                     |           | 01.01.2007 01.01.2007                          | K 108 – K 110  |
| L 2012 | L 1003 – Sickenberg – Asbach L 1004                                                                          |           | 04.2009 - 04.2011                              | K 117          |
| L 2013 | (K 16 im Landkreis Göttingen) – Landesgrenze – Neuendorf L 2014                                              |           | 01.01.2007                                     | K 228          |
| L 2013 | Neuendorf L 2014 – L 1009                                                                                    | 2,460 km  | 01.04.2012                                     | K 228          |
| L 2014 | (K 112 im Landkreis Göttingen) – Landesgrenze – Böseckendorf L 2015 Böseckendorf L 2015 – Neuendorf L 2013   |           | 01.01.2007 01.01.2007                          | K 226 –        |
| L 2015 | (K 113 im Landkreis Göttingen) – Landesgrenze – Böseckendorf L 2014 – Bleckenrode – Berlingerode L 1009      |           | 01.01.2007                                     | K 227          |
| L 2016 | Teistungen L 1009 – L 2017 – ODG Hundeshagen                                                                 | 3,581 km  | 01.01.2012                                     | K 237          |
| L 2016 | ODG Hundeshagen – Zehnsberg L 2018                                                                           | 3,876 km  | 01.01.2012                                     | G-Str.         |
| L 2017 | – L 2016 | 1,450 km  | 01.01.2012                                     | G-Str.         |
| L 2018 | L 1009 – Reinholterode                                                                                       |           | 04.2005 - 04.2009                              | K 229          |
| L 2018 | Reinholterode – Steinbach L 2020                                                                             | 2,370 km  | 01.01.2013                                     | G-Str.         |
| L 2018 | Steinbach L 2020 – Zehnsberg L 2016                                                                          |           | 04.2005 - 04.2009                              | –              |
| L 2018 | Zehnsberg L 2016 – Breitenbach                                                                               | 3,742 km  | 01.01.2012                                     | G-Str.         |
| L 2020 | Steinbach L 2018 – Bodenrode L 2021                                                                          |           | 01.01.2011                                     | K 229          |
| L 2020 | Bodenrode L 2021 – – Geisleden L 1005 – Heuthen L 2045 – Wachstedt L 1006                                    |           | 01.01.2008                                     | K 229          |
| L 2021 | – ODG Westhausen                                                                                             | 0,405 km  | 01.01.2012                                     | K 234          |
| L 2021 | ODG Westhausen – Bodenrode L 2020                                                                            | 4,613 km  | 01.01.2012                                     | G-Str.         |
| L 2021 | Bodenrode L 2020 – Bodenrode L 2020                                                                          | 0,049 km  | 01.01.2012                                     | K 229          |
| L 2021 | Bodenrode L 2020 – ODG Wingerode                                                                             | 1,008 km  | 01.01.2012                                     | G-Str.         |
| L 2021 | ODG Wingerode –                                                                                              | 1,234 km  | 01.01.2012                                     | K 233          |
| L 2022 | Martinfeld L 1007 – L 2032                                                                                   |           | 01.01.2008                                     | K 230          |
| L 2023 | Uder – Lutter – Kalteneber L 2024                                                                            |           | 01.01.2007                                     | K 231          |
| L 2023 | Dieterode L 1003 – Schwobfeld L 2026                                                                         |           | 01.01.2011                                     | G-Str.         |
| L 2026 | Weidenbach L 1004 – Schwobfeld L 2023 – ODG Schwobfeld                                                       | 2,441 km  | 01.01.2015                                     | K 125          |
| L 2026 | ODG Schwobfeld – Rüstungen L 1003                                                                            | 1,352 km  | 01.01.2013                                     | K 125          |
| L 2026 | ODG Krombach – Bernterode L 2022                                                                             | 1,912 km  | 01.01.2013                                     | K 124          |
| L 2027 | L 1003 – ODG Lehna                                                                                           | 1,428 km  | 01.01.2014                                     | G-Str.         |
| L 2027 | ODG Lehna – Ershausen L 1007                                                                                 | 3,190 km  | 01.01.2013                                     | K 127          |
| L 2027 | L 1007 – ODG Wilbich                                                                                         | 0,450 km  | 01.01.2013                                     | K 126          |
| L 2027 | ODG Wilbich – L 2032                                                                                         |           |                                                | -              |
| L 2028 | K 112 – Volkerode                                                                                            |           | 01.01.2007                                     | K 112          |
| L 2028 | Volkerode – Pfaffschwende                                                                                    |           | 01.01.2008                                     | –              |
| L 2028 | L 2030 – Pfaffschwende – L 1003                                                                              | 3,246 km  | 01.11.2013                                     | K 128          |
| L 2030 | (K 48 im Werra-Meißner-Kreis (Hessen)) – Landesgrenze – Kella – L 2028                                       | 3,068 km  | 01.11.2013                                     | K 128          |
| L 2030 | L 2028 – ODG Großtöpfer                                                                                      | 5,074 km  | 01.01.2013                                     | s.ö. Str.      |
| L 2030 | ODG Großtöpfer – Großtöpfer L 1007                                                                           | 0,393 km  | 01.01.2013                                     | G-Str.         |
| L 2033 | Lengenfeld unterm Stein L 1003 – Hildebrandshausen                                                           |           | 01.01.2006                                     | K 502          |
| L 2034 | Lengenfeld unterm Stein L 1003 – ODG Faulungen                                                               |           | 01.01.2007                                     | K 501          |
| L 2034 | ODG Faulungen –                                                                                              | 4,325 km  | 01.01.2012                                     | G-Str.         |
| L 2035 | L 2032 – Effelder                                                                                            |           | vor 04.2005                                    | K 225          |
| L 2035 | Effelder – Kreisgrenze EIC/UH                                                                                |           | 01.01.2007                                     | K 225          |
| L 2035 | Kreisgrenze EIC/UH – Struth L 1008                                                                           |           | 01.01.2007                                     | K 503          |
| L 2035 | Struth L 1008 – ODG Struth                                                                                   | 0,197 km  | 01.01.2012                                     | G-Str.         |
| L 2035 | ODG Struth – ODG Bickenriede                                                                                 | 4,088 km  | 01.01.2012                                     | s.ö. Str.      |
| L 2035 | ODG Bickenriede – Bickenriede L 1006                                                                         | 0,205 km  | 01.01.2012                                     | G-Str.         |
| L 2035 | Lengefeld L 2038 –                                                                                           |           | 01.01.2012                                     | G-Str.         |
| L 2038 | L 1006 – Lengefeld L 2035                                                                                    | 2,023 km  | 01.01.2014                                     | G-Str.         |
| L 2038 | Horsmar L 2041 – ODG Horsmar                                                                                 | 0,245 km  | 01.01.2012                                     | G-Str.         |
| L 2038 | ODG Horsmar – ODG Eigenrode                                                                                  | 2,984 km  | 01.01.2012                                     | s.ö. Str.      |
| L 2038 | ODG Eigenrode – Eigenrode L 1015                                                                             | 0,132 km  | 01.01.2012                                     | G-Str.         |
| L 2040 | L 2038 – L 2041                                                                                              |           | vor 04.2005                                    | –              |
| L 2040 | L 2041 – Kaisershagen L 2041                                                                                 | 0,961 km  | 01.01.2012                                     | G-Str.         |
| L 2040 | Kaisershagen L 2041 – Reiser                                                                                 |           | 01.01.2007                                     | –              |
| L 2040 | Reiser – Ammern                                                                                              |           | 01.01.2007                                     | K 505          |
| L 2041 | Silberhausen L 2043 – Helmsdorf – Kreisgrenze EIC/UH                                                         |           | 04.2009 - 04.2011                              | K 236          |
| L 2041 | Kreisgrenze EIC/UH – Zella – Horsmar L 2038                                                                  |           | 04.2009 - 04.2011                              | K 504          |
| L 2041 | Dachrieden L 1015 – Kaisershagen L 2040                                                                      |           | 04.2009 - 04.2011                              | K 504          |
| L 2041 | L 2040 – L 1016                                                                                              | 2,146 km  | 01.01.2012                                     | G-Str.         |
| L 2042 | Leinefelde – Birkungen – Reifenstein L 2040 – K 202 K 202 – Beberstedt L 2043 – Breitenbich – Horsmar L 2041 |           | vor 04.2005 04.2005 - 04.2009 01.01.2005       | – L 1032 –     |
| L 2045 | Heuthen – Kreuzebra L 1005 Kreuzebra L 1005 – Kallmerode                                                     |           | 04.2009 - 04.2011 01.01.2007                   | – –            |
| L 2048 | Reifenstein L 2042 – Kleinbartloff – Oberorschel – Niederorschel L 1015                                      |           | 01.01.2008                                     | K 232          |
| L 2048 | Niederorschel L 1015 – Niederorschel L 1015                                                                  | 1,131 km  | 01.01.2013                                     | G-Str.         |
| L 2048 | Niederorschel L 1015 – OU Niederorschel L 1015 (neu)                                                         | 1,001 km  | 01.01.2013                                     | G-Str.         |
| L 2048 | OU Niederorschel L 1015 (neu) – K 211                                                                        | 2,028 km  | 01.01.2013                                     | K 211          |
| L 2048 | K 211 – ODG Bernterode                                                                                       | 1,339 km  | 01.01.2015                                     | K 243          |
| L 2048 | ODG Bernterode – L 3080                                                                                      | 1,773 km  | 01.01.2015                                     | G-Str.         |
| L 2049 | Deuna – Rüdigershagen – L 1015                                                                               |           | 04.2011 - 05.2013                              | K 232          |
| L 2056 | Kraja L 2055 – Lipprechterode L 1011                                                                         |           | vor 04.2005                                    | L 2055         |
| L 2058 | Bischofferode L 1011 – Hauröden Hauröden – Großbodungen L 1011                                               |           | 01.01.2008 01.01.2008                          | K 240 –        |
| L 2059 | Hauröden L 2058 – Neubleicherode Neubleicherode – Neustadt im Eichsfeld L 2014                               |           | vor 04.2005 01.01.2008                         | – –            |
| L 2061 | L 1034 – L 2062 L 2062 – Trebra L 2062 Trebra L 2062 – Helenenhof – L 1011                                   |           | 04.2005 - 04.2009 04.2005 - 04.2009 01.01.2007 | – L 2062 K 16  |
| L 2062 | (K 424 im Landkreis Göttingen (Niedersachsen)) – Landesgrenze – L 2067                                       |           | 01.01.2007                                     | K 15           |
| L 2063 | Wiedersbach L 3004 – K 524                                                                                   |           |                                                | K 524          |
| L 2063 | Hildburghausen K 525 – Hildburghausen                                                                        | 0,631 km  | 01.01.2014                                     | K 525          |
| L 2064 | (K 25 im Landkreis Osterode am Harz (Niedersachsen)) – Landesgrenze – Klettenberg L 2065 –                   |           | 04.2005 - 04.2009                              | K 22           |
| L 2065 | (K 13 im Landkreis Osterode am Harz (Niedersachsen)) – Landesgrenze – Klettenberg L 2064 – Liebenrode L 2062 |           | 01.01.2007                                     | –              |
| L 2066 | L 2062 – Haferungen L 2068                                                                                   | 2,341 km  | 01.01.2017                                     | K 31           |
| L 2068 | Wipperdorf L 1035 – Kehmstedt L 1034 – Fronderode – Immenrode – Haferungen L 2066                            |           | 01.01.2006                                     | K 17           |
| L 2068 | Haferungen L 2066 – Flarichsmühle K 4                                                                        | 2,459 km  | 01.01.2013                                     | K 31           |
| L 2068 | Flarichsmühle K 4 –                                                                                          | 0,372 km  | 01.01.2013                                     | eingez.        |
| L 2069 | L 2628 in Themar – Beinerstadt – St. Bernhard – Dingsleben – L 2639                                          |           |                                                | K 510          |
| L 2070 | Kleinwechsungen – ODG Kleinwechsungen                                                                        | 0,094 km  | 01.01.2013                                     | G-Str.         |
| L 2070 | ODG Kleinwechsungen – ODG Großwechsungen                                                                     | 1,602 km  | 01.01.2013                                     | s.ö. Str.      |
| L 2070 | ODG Großwechsungen – Großwechsungen K 4                                                                      | 0,877 km  | 01.01.2013                                     | G-Str.         |
| L 2071 | – Hochstedt – Herreden L 2072 Herreden L 2072 – Salza – Nordhausen                                           |           | 01.01.2007 04.2005 - 04.2009                   | K 20 K 20      |
| L 2072 | L 2073 – Hörningen – Herreden L 2071                                                                         |           | 04.2005 - 04.2009                              | K 23           |
| L 2073 | Ellrich L 1014 L 1037 – Werna L 2074                                                                         | 2,577 km  | 01.01.2013                                     | G-Str.         |
| L 2073 | Werna L 2074 – Appenrode – Niedersachswerfen                                                                 | 5,789 km  | 01.01.2013                                     | K 36           |
| L 2074 | Werna L 2073 – Sülzhayn L 1014                                                                               |           | 04.2005 - 04.2009                              | K 21           |
| L 2076 | Buchholz L 1037 L 1038 – Steigerthal – Urbach – L 3080                                                       | 9,707 km  | 01.01.2015                                     | K 37           |
| L 2077 | Nordhausen L 1038 – Himmelgarten – Leimbach – L 2076                                                         |           | 01.01.2007                                     | K 18           |
| L 2078 | – Windehausen – Heringen/Helme L 2079                                                                        |           | 01.01.2007                                     | K 19           |
| L 2079 | Görsbach L 3080 – Aumühle – Auleben – Heringen/Helme – Uthleben – Sundhausen –                               | 15,609 km | 01.07.2016                                     | K 27           |
| L 2080 | L 1034 – ODG Hainrode                                                                                        | 1,916 km  | 01.01.2012                                     | K 34           |
| L 2080 | ODG Hainrode – Kleinberndten L 1033                                                                          | 6,177 km  | 01.01.2012                                     | G-Str.         |
| L 2081 | Großlohra L 1016 – Großwenden – Münchenlohra – Nohra L 1034                                                  |           | [ 88 ]                                         | K 26           |
| L 2082 | L 2080 – Großberndten L 2083                                                                                 |           | vor 04.2005                                    | –              |
| L 2082 | Großberndten L 2083 – Großberndten L 2084                                                                    | 0,819 km  | 01.04.2012                                     | K 527          |
| L 2082 | Großberndten L 2084 – Großberndten L 2084                                                                    |           | 01.01.2011                                     | G-Str.         |
| L 2082 | Großberndten L 2084 – L 2085                                                                                 |           | vor 04.2005                                    | –              |
| L 2083 | Immenrode – Großberndten L 2082                                                                              | 2,568 km  | 01.04.2012                                     | K 527          |
| L 2084 | Dietenborn L 1033 – Großberndten L 2082                                                                      | 2,220 km  | 01.04.2012                                     | K 527          |
| L 2084 | Großberndten L 2082 – K 1                                                                                    |           | 01.01.2011                                     | G-Str.         |
| L 2084 | K 1 – Himmelsberg L 2085                                                                                     |           | 04.2011 - 05.2013                              | L 2083         |
| L 2086 | L 1034 – L 2290n                                                                                             |           | vor 04.2005                                    | L 2290         |
| L 2086 | OU Hachelbich L 2290 (neu) – Hachelbich – Göllingen L 2291 L 2293                                            |           | vor 04.2005 04.2011 - 05.2013                  | L 2290 eingez. |
| L 2087 | Hachelbich L 2290 – OU Hachelbich L 2290 (neu)                                                               |           | 04.2011 - 05.2013                              | L 2290         |
| L 2087 | OU Hachelbich L 2290 (neu) – Trebra L 2088                                                                   |           | 01.01.2012                                     | s.ö. Str.      |
| L 2087 | Trebra L 2088 – Niedertopfstedt L 1041                                                                       | 4,107 km  | 01.01.2013                                     | K 530          |
| L 2088 | Trebra L 2087 – Niederbösa – ODG Oberbösa                                                                    | 3,748 km  | 01.01.2013                                     | K 530          |
| L 2088 | ODG Oberbösa – L 2290                                                                                        | 3,125 km  | 01.01.2017                                     | G-Str.         |
| L 2089 | Frömmstedt L 1041 – Bilzingsleben L 2088 Bilzingsleben L 2088 – Düppel                                       |           | 04.2005 - 04.2009 04.2005 - 04.2009            | – K 522        |
| L 2090 | Hohenebra L 2091 – ODG Hohenebra                                                                             | 0,517 km  | 01.01.2012                                     | G-Str.         |
| L 2090 | ODG Hohenebra – ODG Thüringenhausen                                                                          | 3,452 km  | 01.01.2012                                     | s.ö. Str.      |
| L 2090 | ODG Thüringenhausen – Thüringenhausen K 2                                                                    | 0,266 km  | 01.01.2012                                     | G-Str.         |
| L 2090 | Thüringenhausen K 2 – K 2                                                                                    | 1,778 km  | 01.01.2012                                     | K 2            |
| L 2090 | K 2 – Großenehrich L 1041                                                                                    | 1,213 km  | 01.01.2013                                     | G-Str.         |
| L 2091 | Thalebra – Hohenebra L 2090                                                                                  | 1,414 km  | 01.01.2012                                     | K 519          |
| L 2091 | Hohenebra L 2090 –                                                                                           |           | 01.01.2007                                     | K 519          |
| L 2092 | Allmenhausen – Freienbessingen – Wolferschwenda – K 5                                                        | 5,766 km  | 01.04.2013                                     | K 529          |
| L 2092 | K 5 – L 2090                                                                                                 | 2,058 km  | 01.01.2014                                     | G-Str.         |
| L 2093 | Menteroda L 2096 – Urbach Urbach – L 2097 L 2097 – Großmehlra L 2096                                         |           | 01.01.2008 04.2005 - 04.2009 04.2009 - 04.2011 | K 507 –        |
| L 2094 | in Schirnrod – Stelzen – Mausendorf                                                                          |           |                                                | K 528          |
| L 2095 | Windeberg L 1016 – Saalfeld                                                                                  |           | vor 04.2005                                    | K 506          |
| L 2097 | L 2093 – Peukendorf Peukendorf – Holzsußra – L 1032                                                          |           | 04.2005 - 04.2009 04.2005 - 04.2009            | – K 4          |
| L 2098 | Volkenroda – Körner                                                                                          | 1,984 km  | 01.01.2015                                     | K 508          |

## L 2100 ff.
| Nr.     | Verlauf | Länge    | Umstufung am                                                     | jetzt                  |
| ------- | --- | -------- | ---------------------------------------------------------------- | ---------------------- |
| L 2100  | Großwelsbach L 1031 – ODG Großwelsbach | 0,147 km | 01.01.2012                                                       | G-Str.                 |
| L 2100  | ODG Großwelsbach – ODG Altengottern | 3,078 km | 01.01.2012                                                       | s.ö. Str.              |
| L 2100  | ODG Altengottern – ODG Altengottern | 1,194 km | 01.01.2012                                                       | G-Str.                 |
| L 2100  | ODG Altengottern – Großengottern | 1,681 km | 01.01.2014                                                       | K 519                  |
| L 2101  | Höngeda – Seebach – Heroldishausen – L 2100 |          | 01.01.2008                                                       | K 517                  |
| L 2105  | Heyerode L 2104 – L 2106 |          | vor 04.2005                                                      | –                      |
| L 2105  | L 2106 – Gemeindegrenze |          | 04.2005 - 04.2009                                                | –                      |
| L 2105  | Gemeindegrenze – Falken L 2108 | 3,192 km | 01.01.2014                                                       | G-Str.                 |
| L 2106  | Wendehausen L 1019 – Schierschwende Schierschwende – L 2108                                                                                                |          | 04.2005 - 04.2009 04.2005 - 04.2009                              | K 518 –                |
| L 2109  | (L 3244 in Hessen) – Landesgrenze – Großburschla L 1019 |          | 01.01.2005                                                       | –                      |
| L 2109  | ODG Großburschla – Parkplatz Heldrastein | 1,584 km | 01.07.2016                                                       | G-Str.                 |
| L 2109  | Parkplatz Heldrastein – Parkplatz am Försterhäuschen | 2,400 km | 01.07.2016                                                       | s.ö. Str.              |
| L 2109  | Parkplatz am Försterhäuschen – Schnellmannshausen | 2,397 km | 01.07.2016                                                       | G-Str.                 |
| L 2115  | Lauchröden L 1021 – Unterellen – L 1020 | 5,666 km | 01.01.2012                                                       | K 509                  |
| L 2115  | K 9 – Kupfersuhl K 9 |          | 01.01.2011                                                       | K 9                    |
| L 2115  | Kupfersuhl K 9 – L 2895 |          | 04.2005 - 04.2009                                                | –                      |
| L 2116  | Gerstungen L 2021 – Herda L 1023 | 3,322 km | 01.01.2012                                                       | G-Str.                 |
| L 2118  | L 2115 – Etterwinden |          | 01.01.2006                                                       | K 9                    |
| L 2120  | Behringen – Wolfsbehringen Wolfsbehringen – Ettenhausen an der Nesse L 2113                                                                                |          | 01.01.2005 vor 04.2005                                           | K 503 –                |
| L 2122  | L 1042 – Craula – Reichenbach |          | 01.01.2006                                                       | K 515                  |
| L 2122  | Reichenbach – Tüngeda – Kreisgrenze WAK/GTH | 4,841 km | 01.04.2012                                                       | K 514                  |
| L 2122  | Kreisgrenze WAK/GTH – Wangenheim – K 7 | 5,586 km | 01.01.2013                                                       | K 7                    |
| L 2122  | K 7 – Goldbach L 2123 | 0,716 km | 01.01.2013                                                       | K 7                    |
| L 2122  | Goldbach L 2123 – Goldbach L 1030 |          | 04.2011 - 05.2013                                                | L 2123                 |
| L 2124  | Ballstädt L 1043 – Westhausen | 3.094 km | 01.01.2015                                                       | K 7                    |
| L 2126  | L 1042 – Nägelstedt – Sundhausen – Kirchheilingen L 2127                                                                                                   |          | 01.01.2007                                                       | K 510                  |
| L 2127  | Kirchheilingen L 2126 – ODG Tottleben | 3,719 km | 01.01.2014                                                       | K 511                  |
| L 2127  | ODG Tottleben – L 2129 – ODG Urleben | 2,709 km | 01.01.2014                                                       | G-Str.                 |
| L 2127  | ODG Urleben – L 3176 | 0,607 km | 01.01.2014                                                       | K 512                  |
| L 2127  | L 3176 – Großvargula L 2128 |          | vor 04.2005                                                      | –                      |
| L 2128  | Gräfentonna L 1043 – Kreisgrenze UH/GTH | 3,337 km | 01.01.2012                                                       | K 19                   |
| L 2128  | Kreisgrenze UH/GTH – ODG Großvargula | 1,582 km | 01.01.2015                                                       | K 516                  |
| L 2128  | ODG Großvargula – Großvargula L 2127 – Abzweig G-Str. nach Herbsleben                                                                                      |          | 01.03.2010                                                       | G-Str.                 |
| L 2128  | Abzweig G-Str. nach Herbsleben – | 3,825 km | 01.01.2012                                                       | s.ö. Str.              |
| L 2130  | Bad Tennstedt L 1027 – L 2131 L 2131 – Gangloffsömmern-Südwest Gangloffsömmern-Südwest – Gangloffsömmern L 2132 Gangloffsömmern L 2132 – Schilfa –         |          | 04.2005 - 04.2009 01.01.2007 04.2005 - 04.2009                   | L 2131 eingez. – K 514 |
| L 2131  | Clingen L 1041 – ODG Clingen | 1,077 km | 01.01.2013                                                       | G-Str.                 |
| L 2131  | ODG Clingen – ODG Kutzleben | 5,930 km | 01.01.2013                                                       | s.ö. Str.              |
| L 2131  | ODG Kutzleben – ODG Kutzleben | 0,376 km | 01.01.2013                                                       | G-Str.                 |
| L 2131  | ODG Kutzleben – L 2132 – Bad Tennstedt L 1027 | 5,439 km | 01.01.2014                                                       | K 514                  |
| L 2132  | L 2131 – Lützensömmern – Gangloffsömmern L 2130 |          | 01.01.2011                                                       | K 514                  |
| L 2135  | – Kiebitzhöhe |          | im Zeitraum 07/2018 – 07/2019                                    | K 529                  |
| L 2136  | Schillingstedt – Altenbeichlingen – Beichlingen – Battgendorf – Kölleda                                                                                    |          | 01.01.2008                                                       | K 521                  |
| L 2137  | – Großmonra – Burgwenden – Biohof Burgwenden Biohof Burgwenden – L 1216                                                                                    |          | 01.01.2005 vor 04.2005                                           | K 506 eingez.          |
| L 2138  | Großneuhausen – Kleinneuhausen – Vogelsberg L 1058 |          | 01.01.2006                                                       | K 507                  |
| L 2139  | L 1054 – Markvippach – Bachstedt – Ballstedt L 1055 – Hottelstedt – Ottstedt am Berge                                                                      |          | 01.01.2008                                                       | K 512                  |
| L 2139  | Ottstedt am Berge – Daasdorf am Berge – Gaberndorf – |          | 01.01.2010                                                       | K 512                  |
| L 2145  | L 1043 – Eschenbergen |          | 04.2006 - 04.2009                                                | -                      |
| L 2145  | Eschenbergen – Molschleben L 1027 |          | 04.2006 - 04.2009                                                | K 7                    |
| L 2145  | Molschleben L 1027 – L 1043 | 2,114 km | 01.01.2016                                                       | G-Str.                 |
| L 2145  | Friemar L 1043 – Pferdingsleben – |          | 04.2006 - 04.2009                                                | K 4                    |
| L 2146  | Gotha L 1027 – OU Gotha L 2146 (neu) |          | 04.2006 - 04.2009                                                | -                      |
| L 2146  | L 2146 (alt) – OU Sundhausen | 1,693 km | 22.11.2014                                                       | L 1027                 |
| L 2146  | OU Sundhausen – Sundhausen L 1027 (alt) | 0,649 km | 22.11.2014                                                       | G-Str.                 |
| L 2146  | OU Gotha L 2146 (neu) – ODG Uelleben | 1,627 km | 01.01.2013                                                       | G-Str.                 |
| L 2146  | ODG Uelleben – Emleben L 1026 – Petriroda – L 1028 | 6,095 km | 01.03.2012                                                       | K 27                   |
| L 2147  | Wipperoda L 1026 – Emleben L 2146 – Schwabhausen – Wechmar L 1045                                                                                          |          | L 1026                                                           |                        |
| L 2147  | Wechmar L 1045 – Wandersleben L 2147n L 2163 | 5,578 km | 01.01.2013                                                       | G-Str.                 |
| L 2148  | Ohrdruf – Ohrdruf L 2148 (neu) |          |                                                                  | G-Str.                 |
| L 2148  | OU Ohrdruf – L 2148 (alt) | 1,697 km | 01.01.2012                                                       | G-Str.                 |
| L 2148  | Ohrdruf L 2148 (neu) – ODG Wölfis | 5,122 km | 01.01.2012                                                       | G-Str.                 |
| L 2148  | ODG Wölfis – | 1,801 km | 01.01.2012                                                       | K 28                   |
| L 2150  | Marlishausen L 1048 – Hausen – Branchewinda L 1047 |          | 01.04.2010                                                       | K 27                   |
| L 2150  | Branchewinda L 1047 – Reinsfeld – Schmerfeld | 6,131 km | 01.04.2012                                                       | K 27                   |
| L 2150  | Schmerfeld – L 2272 | 0,915 km | 01.04.2013                                                       | K 27                   |
| L 2152  | Apfelstädt – L 2147 L 2147 – Sülzenbrücken – Haarhausen – Holzhausen L 1045                                                                                |          |                                                                  | K 22 K 24              |
| L 2153  | Arnstadt – Rudisleben – Kirchheim | 4,952 km | 01.01.2012                                                       | G-Str.                 |
| L 2153  | Kirchheim – Werningsleben L 1049 | 3,780 km | 01.04.2012                                                       | K 23                   |
| L 2156  | Erfurt L 1051 – Windischholzhausen – Kreisgrenze EF/WL Kreisgrenze EF/WL – Schellroda L 2155                                                               |          | 04.2005 - 04.2009 04.2005 - 04.2009                              | K 54 K 515             |
| L 2157  | (Gemeindestraße in Lossa (Sachsen-Anhalt)) – Landesgrenze –                                                                                                |          | 01.01.2006                                                       | –                      |
| L 2157  | Rothenberga – Finneck – Rastenberg L 1057 | 3,543 km | 01.01.2013                                                       | G-Str.                 |
| L 2161  | Weimar – Ehringsdorf – ODG Taubach | 5,546 km | 01.05.2014                                                       | K 600                  |
| L 2161  | ODG Taubach – Mellingen | 2,360 km | 01.01.2016                                                       | K 600                  |
| L 2162  | Tromlitz L 1060 – L 2309 |          | 01.01.2005                                                       | eingez.                |
| L 2166  | L 1021 – Wartha K 17 Wartha K 17 – Bahnhof Wartha (Werra)                                                                                                  |          | 01.01.2007 01.01.2007                                            | K 17 –                 |
| L 2168  | L 1361 – Heyersdorf L 2167 |          | 01.01.2011                                                       | K 308                  |
| L 2168  | Heyersdorf L 2167 – Landesgrenze – (K 9378 im Landkreis Zwickau (Sachsen))                                                                                 |          | 01.01.2011                                                       | G-Str.                 |
| L 2169  | L 1362 – K 528 |          | 04.2005 - 04.2009                                                | K 528                  |
| L 2169  | K 528 – Wildenbörten – Zagkwitz |          | 04.2005 - 04.2009                                                | –                      |
| L 2169  | Zagkwitz – |          | 04.2005 - 04.2009                                                | K 306                  |
| L 2169  | Burkersdorf – Selka |          | 01.01.2008                                                       | K 305                  |
| L 2169  | Selka – Schönhaide L 1361 |          | 01.01.2010                                                       | –                      |
| L 2173  | Kreutzen L 1361 – ODG Tegkwitz | 1,710 km | 01.04.2012                                                       | G-Str.                 |
| L 2173  | ODG Tegkwitz – Krebitschen – Schlauditz – K 212 | 1,823 km | 01.04.2012                                                       | K 307                  |
| L 2173  | K 212 – Unterlödla – |          | 01.01.2010                                                       | K 307                  |
| L 2174  | Kriebitzsch – Kriebitzsch K 214 Kriebitzsch K 214 – Altpoderschau – L 1361                                                                                 |          | 01.01.2005 01.01.2005                                            | K 302 –                |
| L 2181  | Lucka L 1350 – Landesgrenze – (K 7951 im Landkreis Leipzig (Sachsen))                                                                                      |          | 01.01.2007                                                       | K 218                  |
| L 2272  | L 2150 – ODG Heyda | 1,180 km | 01.04.2013                                                       | K 27                   |
| L 2272  | ODG Heyda – Heyda L 2699 | 0,450 km | 01.01.2014                                                       | G-Str.                 |
| L 2278  | Wiehe L 1215 L 1217 – Garnbach |          | 01.01.2006                                                       | –                      |
| L 2279  | L 1215 – Langenroda |          | 04.2009 - 04.2011                                                | K 521                  |
| L 2280  | Donndorf L 1215 – Bottendorf L 1214 |          | 01.01.2008                                                       |                        |
| L 2281  | L 1215 – Kleinroda |          | 01.01.2007                                                       | K 516                  |
| L 2282  | Kalbsrieth L 1172 – Ritteburg – Gehofen L 1215 |          | 01.01.2011                                                       | G-Str.                 |
| L 2283  | – Voigtstedt L 2284 |          | 04.2005 - 04.2009                                                | K 523                  |
| L 2284  | (K 2284 im Landkreis Mansfeld-Südharz (Sachsen-Anhalt)) – Landesgrenze – Voigtstedt L 2283                                                                 |          | 04.2005 - 04.2009                                                | –                      |
| L 2285  | Esperstedt L 1172 L 1221 – ODG Udersleben | 3,570 km | 01.04.2012                                                       | K 528                  |
| L 2285  | ODG Udersleben – Udersleben | 0,565 km | 01.01.2013                                                       | G-Str.                 |
| L 2286  | – Hemleben |          | 04.2005 - 04.2009                                                | K 524                  |
| L 2290  | L 2087 – Hachelbich – Bahnhof Göllingen – Göllingen L 2086 Göllingen L 2293 – Göllingen L 2086                                                             |          | 04.2009 - 05.2013 04.2009 - 05.2013                              | eingez. L 2293         |
| L 2291  | Göllingen L 2086 L 2293 – Seega L 2290 Seega L 2290 – Kyffhäuser-Kaserne – Seehausen                                                                       |          | vor 04.2005 vor 04.2005                                          | L 2290 –               |
| L 2292S | L 2292 – Steinthaleben |          | 01.01.2007                                                       | K 520                  |
| L 2294  | Borxleben L 1221 – Ichstedt Ichstedt – Ringleben L 1172 |          | 04.2009 - 04.2011 04.2009 - 04.2011                              | – K 525                |
| L 2295  | Artern/Unstrut – Kachstedt |          | 04.2005 - 04.2009                                                | K 522                  |
| L 2296  | – Bretleben |          | 01.01.2005                                                       | K 518                  |
| L 2297  | – Parkplatz am Kyffhäuserdenkmal | 1,780 km | 01.01.2014                                                       | K 532                  |
| L 2302  | Nerkewitz L 2301 – Neuengönna – | 4,970 km | 01.01.2013                                                       | K 209                  |
| L 2307  | Dorndorf-Steudnitz – Golmsdorf |          | 01.01.2008                                                       | –                      |
| L 2307  | Golmsdorf – Beutnitz – Löberschütz – Graitschen bei Bürgel – Nausnitz –                                                                                    |          | 01.01.2012                                                       | K 210                  |
| L 2314  | Hartmannsdorf bei Eisenberg – Tauchlitz |          | 04.2005 - 04.2009                                                | K 204                  |
| L 2315  | – Thalbürgel – K 119 | 1,670 km | 01.04.2014                                                       | K 207                  |
| L 2315  | K 119 – Waldeck – Albersdorf – Ascherhütte L 1075 |          | 04.2005 - 04.2009                                                | K 207                  |
| L 2318  | Zwackau L 2364 – Rosendorf Rosendorf – Gemeindegrenze Gemeindegrenze – Neustadt an der Orla K 215 Neustadt an der Orla K 215 – Neustadt an der Orla L 1077 |          | 04.2005 - 04.2009 04.2011 - 05.2013 04.2005 - 04.2009 01.01.2007 | K 514 –                |
| L 2320  | L 1075 in Schlöben – L 1077 in Gernewitz |          |                                                                  | –                      |
| L 2321  | in Gera – Liebschwitz – L 2322 – Niebra – Kleinfalke – L 1082                                                                                              |          |                                                                  | L 1082                 |
| L 2322  | Liebschwitz L 2321 – Meilitz L 1082 |          | 04.2009 - 04.2011                                                | L 2330                 |
| L 2324  | Kleinaga – Reichenbach bei Gera – in Wachholderbaum |          |                                                                  | K 7                    |
| L 2325  | (K 2217 im Burgenlandkreis (Sachsen-Anhalt)) – Landesgrenze – L 1081                                                                                       |          | 01.01.2005                                                       | K 515                  |
| L 2327  | Gemeindestraße in Hartha – L 1081 |          |                                                                  | –                      |
| L 2328  | Gera – L 1079 – Trebnitz – |          | 04.2005 - 04.2009                                                | –                      |
| L 2330  | – Zschorta Zschorta – Wünschendorf/Elster L 1082 |          | 04.2005 - 04.2009 04.2005 - 04.2009                              | K 523 –                |
| L 2333  | Neuensorga L 1073 L 1078 – K 510 K 510 – Geroda – Mittelpöllnitz                                                                                           |          | 20.08.2007 01.01.2008                                            | eingez. K 510          |
| L 2338  | – Großkundorf |          | 04.2005 - 04.2009                                                | K 525                  |
| L 2338  | Großkundorf – Settendorf K 210 |          | 04.2005 - 04.2009                                                | –                      |
| L 2338  | Settendorf – Kleinreinsdorf L 1085 |          | vor 04.2005                                                      | –                      |
| L 2338  | Settendorf K 210 – L 2337 | 2,096 km | 01.01.2015                                                       | G-Str.                 |
| L 2339  | L 1086 – Landesgrenze – (K 7803 im Vogtlandkreis, Sachsen)                                                                                                 |          |                                                                  | K 511                  |
| L 2340  | Pansdorf – Tremnitz – Landesgrenze |          |                                                                  | K 512 –                |
| L 2343  | (K 7830 im Vogtlandkreis) – Landesgrenze – L 2364 – Dobia Dobia – L 2342                                                                                   |          | 01.01.2005 01.01.2005                                            | K 513 –                |
| L 2350  | Ziegenrück L 1102 – ODG Külmla | 3,558 km | 01.01.2016                                                       | G-Str.                 |
| L 2350  | ODG Külmla – Tausa – Bucha – L 2365 | 3,736 km | 01.01.2015                                                       | K 302                  |
| L 2351  | Mehla L 1083 L 1084 – Nässa – Neuärgerniß |          | 01.01.2005                                                       | –                      |
| L 2354  | Lössau – Langenbuch – Landesgrenze – (K 7872 im Vogtlandkreis)                                                                                             |          | vor 04.2005                                                      | K 304                  |
| L 2357  | Burgk – L 1101 – Möschlitz Möschlitz – Oschitz – Schleiz                                                                                                   |          | 01.01.2008 01.01.2008                                            | K 555 –                |
| L 2358  | L 2350 – Schöndorf |          | 04.2005 - 04.2009                                                | –                      |
| L 2359  | Oppurg – Oberoppurg K 501 |          | 01.01.2007                                                       | -                      |
| L 2359  | Oberoppurg K 501 – Oberoppurg K 501 |          | 01.01.2007                                                       | K 501                  |
| L 2359  | Oberoppurg K 501 – Daumitsch K 209 | 2,663 km | 01.01.2017                                                       | G-Str.                 |
| L 2359  | Daumitsch K 209 – Daumitsch K 209 | 0,128 km | 01.01.2015                                                       | K 209                  |
| L 2359  | Daumitsch K 209 – K 206 | 1,497 km | 01.01.2015                                                       | G-Str.                 |
| L 2359  | K 206 – K 208 | 0,096 km | 01.01.2015                                                       | K 206                  |
| L 2359  | K 208 – L 2365 | 1,884 km | 01.01.2015                                                       | G-Str.                 |
| L 2359  | L 2365 – ODG Keila | 0,610 km | 01.01.2015                                                       | K 515                  |
| L 2359  | ODG Keila – L 1102 | 1,820 km | 01.01.2015                                                       | G-Str.                 |
| L 2360  | Plothen L 2349 – Pahnstangen Pahnstangen – Neundorf – L 1103                                                                                               |          | 04.2005 - 04.2009                                                | – K 513                |
| L 2361  | ODG Moßbach – L 1077 | 1,476 km | 01.01.2012                                                       | K 518                  |
| L 2367  | Krölpa – Krölpa K 202 | 0,268 km | 01.01.2013                                                       | K 202                  |
| L 2367  | Krölpa K 202 – Ranis K 201 | 2,358 km | 01.01.2013                                                       | G-Str.                 |
| L 2367  | Ranis K 201 – Ranis L 1104 | 0,399 km | 01.01.2013                                                       | K 201                  |
| L 2368  | Schlettwein K 204 – Herschdorf | 2,794 km | 01.01.2014                                                       | G-Str.                 |
| L 2368  | Herschdorf – Hütten – L 1107 |          | 01.01.2008                                                       | K 204                  |
| L 2372  | L 1094 – Lemnitzhammer – ODG Harra | 4,315 km | 01.01.2012                                                       | G-Str.                 |
| L 2372  | ODG Harra – Blankenstein K 101 | 1,884 km | 01.01.2012                                                       | K 562                  |
| L 2373  | Brennersgrün L 2374 – Grumbach – K 105 |          | 04.2005 - 04.2009                                                | –                      |
| L 2374  | Lehesten L 1096 – Brennersgrün L 2373 – Landesgrenze – (KC 7 im Landkreis Kronach (Bayern))                                                                |          | 04.2009 - 04.2011                                                | K 182                  |
| L 2375  | (KC 33 im Landkreis Kronach (Bayern)) – Landesgrenze – Lehesten L 1096 L 1097                                                                              |          | vor 04.2005                                                      | L 1096                 |
| L 2376  | Großgeschwenda K 161 – Großgeschwenda L 2376 (neu) | 0,294 km | 01.01.2015                                                       | G-Str.                 |
| L 2377  | Thimmendorf L 1100 – Ruppersdorf L 1099 | 2,854 km | 01.01.2015                                                       | G-Str.                 |
| L 2378  | L 1099 – Friesau – L 1102 L 1102 – L 1095 |          | 22.11.2007                                                       | – L 1095               |
| L 2383  | Bad Blankenburg – Unterwirbach – K 146 | 4,142 km | 01.04.2012                                                       | K 183                  |
| L 2383  | K 146 – Beulwitz – Saalfeld/Saale | 3,249 km | 01.04.2012                                                       | G-Str.                 |
| L 2384  | Könitz L 1106 – Bucha L 1105 | 1,958 km | 01.04.2013                                                       | G-Str.                 |
| L 2384  | L 2385 – Hohenwarte – Kaulsdorf L 1106 |          | 04.2005 - 04.2009                                                | K 181                  |

## L 2400 ff.
| Nr.    | Verlauf | Länge      | Umstufung am                                         | jetzt         |
| ------ | --- | ---------- | ---------------------------------------------------- | ------------- |
| L 2460 | L 2461 – Landesgrenze – (K 7942 im Landkreis Leipzig (Sachsen))                                                                                    |            | 01.01.2011                                           | G-Str.        |
| L 2461 | L 2460 – Neuenmörbitz – Langenleuba-Niederhain L 2462 L 1357 – Wiesebach – Frohnsdorf – Göpfersdorf – Landesgrenze – (K 7374 im Landkreis Zwickau) |            | 01.01.2005                                           | K 301         |
| L 2463 | Lohma L 1357 – Boderitz Boderitz – Uhlmannsdorf – Ziegelheim – Gähsnitz Gähsnitz –                                                                 |            | 01.01.2008 01.01.2008                                | K 303 – K 304 |
| L 2465 | – K 229 |            | 04.2005 - 04.2009                                    | –             |
| L 2466 | – Naundorf | 1,718 km   | 01.04.2014                                           | K 309         |
| L 2466 | Naundorf – Koblenz – Pfarrsdorf – Landesgrenze – (K 7376 im Landkreis Zwickau (Sachsen))                                                           | 2,042 km   | 01.04.2012                                           | K 309         |
| L 2466 | (K 7376 im Landkreis Zwickau (Sachsen)) – Landesgrenze – Zumroda – Landesgrenze – (K 7378 im Landkreis Zwickau (Sachsen))                          | 2,368 km   | 01.04.2012                                           | K 309         |
| L 2601 | Oechsen L 2602 – L 1026 |            | 04.2009 - 04.2011                                    | L 1026        |
| L 2602 | Oechsen L 2601 – L 1026 |            | 04.2009 - 04.2011                                    | L 1026        |
| L 2603 | Geisa K 93B – Geisa L 1026 |            | 01.01.2005                                           | –             |
| L 2606 | L 1024 – Laudenbach |            | 04.2005 - 04.2009                                    | K 2506        |
| L 2608 | Schmalkalden L 1026 – Parkplatz Waldhaus Parkplatz Waldhaus – Trusetal L 1126                                                                      | 3,877 km ? | 01.04.2014 05.2019 (TLBV)                            | G-Str.        |
| L 2609 | L 1026 – Reichenbach |            |                                                      | K 2509        |
| L 2611 | Rotterode L 1117 – Altersbach – Steinbach-Hallenberg L 1128                                                                                        |            |                                                      | K 2511        |
| L 2612 | Herges L 1118 – Bermbach – L 1118 |            | 01.01.2011                                           | K 2512        |
| L 2613 | L 1118 – Breitenbach |            | 01.01.2011                                           | K 2513        |
| L 2613 | Breitenbach – Christes | 5,425 km   | 01.01.2011                                           | G-Str.        |
| L 2613 | Breitenbach – Christes | 5,425 km   | 01.05.2012                                           | K 2513        |
| L 2613 | Christes – L 2624 – L 1119 in Schwarza |            |                                                      | K 2513        |
| L 2614 | Näherstille L 1118 – Grumbach |            |                                                      | K 2514        |
| L 2616 | Mittelschmalkalden L 1026 – Möckers |            | vor 04.2006                                          | K 2516        |
| L 2617 | Fambach – Heßles |            | 04.2005 - 04.2009                                    | K 2517        |
| L 2620 | L 2619 – Solz – Rippershausen – L 2672 – Melkers L 1124                                                                                            |            | vor 04.2006                                          | K 2520        |
| L 2621 | Bettenhausen L 2622 L 2688 – Helmershausen L 2672                                                                                                  |            |                                                      | K 2521        |
| L 2621 | Helmershausen L 2672 – Wohlmuthausen – Gerthausen – Schafhausen – Erbenhausen – Reichenhausen                                                      |            | 01.01.2011                                           | K 2521        |
| L 2623 | Hümpfershausen L 2618 – Schwarzbach – Wasungen L 2619                                                                                              |            | vor 04.2006                                          | K 2523        |
| L 2624 | Walldorf – Wallbach – Metzels |            | vor 04.2006                                          | K 2524        |
| L 2626 | Henneberg – Bauerbach – Ritschenhausen L 2627 | 6,623 km   | 01.04.2012                                           | K 2526        |
| L 2629 | (NES 37 im Landkreis Rhön-Grabfeld (Bayern)) – Landesgrenze – Behrungen L 2667 – L 3029                                                            |            | vor 04.2006                                          | K 2529        |
| L 2635 | Schleusingen – Fischbach Fischbach – L 2634 |            | 2004 2004                                            | - eingez.     |
| L 2638 | Hinternah L 3004 – Waldau L 2637 | 3,157 km   | 01.01.2014                                           | G-Str.        |
| L 2639 | in Siegritz – Reurieth – L 2069 – L 1132 in Zeilfeld                                                                                               |            |                                                      | K 511         |
| L 2640 | Westhausen L 2671 – Gompertshausen – Rieth | 7,480 km   | 01.01.2012                                           | K 503         |
| L 2640 | Rieth – Schweickershausen – Landesgrenze – (HAS 21 im Landkreis Haßberge (Bayern))                                                                 |            |                                                      | K 503         |
| L 2643 | (NES 46 im Landkreis Rhön-Grabfeld, Bayern) – Landesgrenze – Rieth – L 2640 – L 1134 in Hellingen                                                  |            |                                                      | K 502         |
| L 2649 | L 1141 – L 2650 |            |                                                      | K 58          |
| L 2650 | Stützerbach – Allzunah L 1141 |            | 01.01.2011                                           | G-Str.        |
| L 2650 | Allzunah L 1141 – L 2649 |            |                                                      | -             |
| L 2650 | L 2649 – Frauenwald – Kreisgrenze IK/HBN |            |                                                      | K 57          |
| L 2650 | Kreisgrenze IK/HBN – Steinbach |            |                                                      | -             |
| L 2650 | Steinbach – L 1137 |            |                                                      | K 519         |
| L 2660 | Landesgrenze – Neuenbau – Judenbach – L 1150 in Hüttensteinach                                                                                     |            |                                                      | K 31          |
| L 2666 | L 1122 – Andenhausen – L 1122 |            | 04.2009 - 04.2011                                    | L 1122        |
| L 2667 | Nordheim L 2627 – Berkach – Behrungen L 2629 |            | vor 04.2006                                          | K 2567        |
| L 2672 | Stepfershausen L 1124 – Träbes – Geba – Helmershausen L 2621                                                                                       |            | 01.01.2011                                           | K 2572        |
| L 2673 | Bedheim L 1133 – Stressenhausen |            |                                                      | -             |
| L 2673 | Stressenhausen – L 1134 |            | 01.01.2011                                           | K 532         |
| L 2674 | Eishausen L 1153 – ODG Massenhausen | 2,133 km   | 01.04.2013                                           | K 506         |
| L 2674 | ODG Massenhausen – Massenhausen | 0,215 km   | 01.04.2013                                           | G-Str.        |
| L 2677 | in Seltendorf – Döhlau |            |                                                      | K 33          |
| L 2679 | Föritz – Schwärzdorf – |            | 01.10.2011                                           | G-Str.        |
| L 2680 | Oberlind – – Rottmar – L 2681 – L 2690 – L 2662 in Gefell                                                                                          |            |                                                      | – K 29        |
| L 2681 | L 2679 in Weidhausen – L 2680 in Rottmar |            |                                                      | –             |
| L 2682 | L 2662 in Neuhaus-Schierschnitz – L 2695 in Sichelreuth                                                                                            |            |                                                      | –             |
| L 2687 | Reichmannsdorf – Gösselsdorf – Großneundorf – Gräfenthal L 1098 L 1150                                                                             | 4,918 km   | 01.01.2013                                           | K 184         |
| L 2688 | Bettenhausen L 2621 – Seeba – Herpf L 1124 |            | vor 04.2006                                          | K 2588        |
| L 2689 | L 2621 – Gleimershausen – Haselbach – L 2625 |            | vor 04.2006                                          | K 2589        |
| L 2690 | in Föritz – L 2680 in Rottmar |            |                                                      | –             |
| L 2691 | L 1128 – Zella-Mehlis |            | vor 04.2006                                          | K 2591        |
| L 2692 | Eckardts L 2618 – Zillbach – Schwallungen |            |                                                      | K 84          |
| L 2693 | Schnett – Heubach – L 2052 |            |                                                      | K 522         |
| L 2695 | L 1150 in Mupperg – L 2698 – Oerlsdorf – L 2697 – Sichelreuth – L 2682 – in Neuhaus-Schierschnitz                                                  |            |                                                      | K 27          |
| L 2697 | L 2695 in Sichelreuth – Landesgrenze |            |                                                      | K 8           |
| L 2698 | L 2695 in Oerlsdorf – Mogger |            |                                                      | K 28          |
| L 2699 | Martinroda L 3004 – Heyda L 2272 | 4,062 km   | 01.01.2014                                           | G-Str.        |
| L 2700 | (K 7 im Landkreis Hersfeld-Rotenburg (Hessen)) – Landesgrenze – Oberzella Oberzella –                                                              |            | 04.2005 - 04.2009 04.2005 - 04.2009                  | – K 502       |
| L 2895 | – L 2115 L 2115 – Möhra L 1023 Bad Salzungen – Langenfeld – Urnshausen –                                                                           |            | vor 04.2005 04.2005 - 04.2009 vor 04.2005 01.01.2006 | – –           |

## L 3000 ff.
| Nr.    | Verlauf                                                                   | Länge    | Umstufung am | jetzt  |
| ------ | ------------------------------------------------------------------------- | -------- | ------------ | ------ |
| L 3080 | Uder L 1074 – West-OU Heilbad Heiligenstadt L 1074 (neu)                  | 3,374 km | 06.11.2014   | L 1074 |
| L 3080 | West-OU Heilbad Heiligenstadt L 1074 (neu) – Heilbad Heiligenstadt L 2022 | 1,092 km | 06.11.2014   | L 2022 |
| L 3080 | Nord-OU Heilbad Heiligenstadt L 1005 – Heilbad Heiligenstadt L 1005       | 1,470 km | 06.11.2014   | L 1005 |
| L 3080 | Worbis – ODG Breitenbach                                                  | 0,983 km | 01.01.2015   | K 242  |
| L 3080 | ODG Breitenbach – Breitenbach L 2018 – Leinefelde L 1014                  | 2,505 km | 01.01.2015   | G-Str. |
| L 3151 | OU Sonneberg – L 2662 – OU Heubisch – Landesgrenze – (St 2202 in Bayern)  | 2,889 km | 20.12.2011   | B4     |